# Yellowknife, Các lãnh thổ Tây Bắc
Yellowknife (/jɛloʊnaɪf/) là thủ phủ và thành phố đông dân nhất Các Lãnh thổ Tây Bắc, Canada. Nó nằm ở bờ phía bắc của hồ Slave Lớn, cách vòng Bắc cực 400 km (250 dặm) về phía tây của vịnh Yellowknife gần cửa sông Yellowknife,tiếp giáp Yukon về phía Tây, Nunavut về phía Đông, British Columbia về phía Tây Nam, Alberta về phía Nam và Saskatchewan về phía Đông Nam. Dân số của thành phố này khoảng 19.234 người. Thị trưởng của Yellowknife là Mark Heyck.
Những người trong bộ lạc địa phương có tên là Dene khai hoang mảnh đất Yellowknife đầu tiên và đặt tên cho nó là S'ombak'é có nghĩa là "nơi kiếm tiền". Có người mô tả thành phố Yellowknife có những con đường lát vàng. Điều đó trở thành nam châm thu hút cư dân khắp nơi đổ về với mong muốn đổi đời.
Mùa thu năm 1934, vàng được phát hiện ở bờ phía bắc của hồ Great Slave. Chỉ mùa xuân năm sau đó, cả khu vực rộng lớn của hồ đầy những mái lều của những người đãi vàng trên vịnh Yellowknife. Cái tên đã được sinh ra từ đó để gợi nhớ những con dao bám đầy vàng lấp lánh của họ. Từ đó đến nay, thành phố đã phát triển mạnh mẽ với hơn 20.000 dân cư cải tạo nơi đây thành trung tâm dịch vụ văn hóa, kinh tế ở vùng Tây Bắc Canada.
Cuộc sống ở thành phố Yellowknife rất thoải mái, phóng khoáng, phù hợp với những người yêu thích thiên nhiên và sự tự do. Thành phố này không có các tòa cao ốc, hiện đại các khu mua sắm sầm uất, cũng không có quán cafe cao cấp, nhưng Yellowknife có những quán cafe nhỏ rất tuyệt vời, tạo cảm giác ấm cúng, thoải mái cho du khách.Yellowknife là một trong những điểm đến du lịch hàng đầu để xem cực quang vì nó nằm trực tiếp trong ôvan cực quang và nền đất bằng phẳng không có vật cản.Hồ Great Bear và Hồ Great Slave cũng như sông Mackenzie và các hẻm núi sông Nahanni – một vườn quốc gia đồng thời là một di sản thế giới được UNESCO công nhận.
Bên cạnh đó, các dịch vụ tổ chức du lịch địa phương cũng có nhiều chương trình giải trí cho khách như khám phá thiên nhiên xung quanh hồ Great Slave, các môn thể thao tuyết, leo núi, chèo thuyền...